# Mamma mia (bande dessinée)
 (février 2024).
Pour les articles homonymes, voir Mamma mia.
Mamma mia est une série de bande dessinée avortée. Un seul album, Vincenzo Lasagna, a été publié le 24 janvier 2005 aux éditions Delcourt (collection « Sang Froid »).
- Scénario : Hélène Herbeau
- Dessin et couleurs : Emmanuel Civiello